# Jules Dumont d'Urville
Jules-Sébastien-César Dumont d’Urville (n. 23 mai 1790, Condé-sur-Noireau – d. 8 mai 1842, Meudon) a fost un navigator și explorator polar francez.

## Date biografice
Dumont deja la vârsta de 17 ani dorea să devină ofițer de marină. El termină cu merite deosebite Academia Militară. Dumont a fost botanist cultivat, vorbea cursiv limba germană, greacă și ebraică.

## Prima expediție
În anul 1820 participă la o expediție de cartografiere a bazinului Mării Egee. Cu această ocazie  în urmă unor săpături pe insula Melos, reușește să obțină pentru Franța statueta lui Venus din Milo. În august 1822 i-a parte la expediția în Mările Sudului care avea ca scop explorări botanice și hidrografice.

## A doua expediție
În anul următor cu aprobarea marinei franceze organizează propria sa expediție, pornind în februarie 1826 din Toulon spre Pacificul de Sud. Printre altele el caută pe exploratorul francez Jean-Francois de La Perouse dispărut prin anul 1788. Între anii 1826 - 1829, explorează și cartografiază o parte din Noua Zeelandă, Insula Fiji, Noua Caledonie, Noua Guinee, Tasmania și Insulele Caroline și Insulele Celebes. În această expediție recoltează peste  1600 de probe botanice, peste 900 de eșantioane de minerale ca probe despre obiceiurile și limba băștinașilor. Împărțirea geografică a Microneziei și Melaniziei a fost făcută în anul 1832 la propunerea lui Dumont. La data de 25 martie 1829, Dumont-d'Urville se reîntoarce în Franța și publică lucrarea Voyage de la corvette Astrolabe.

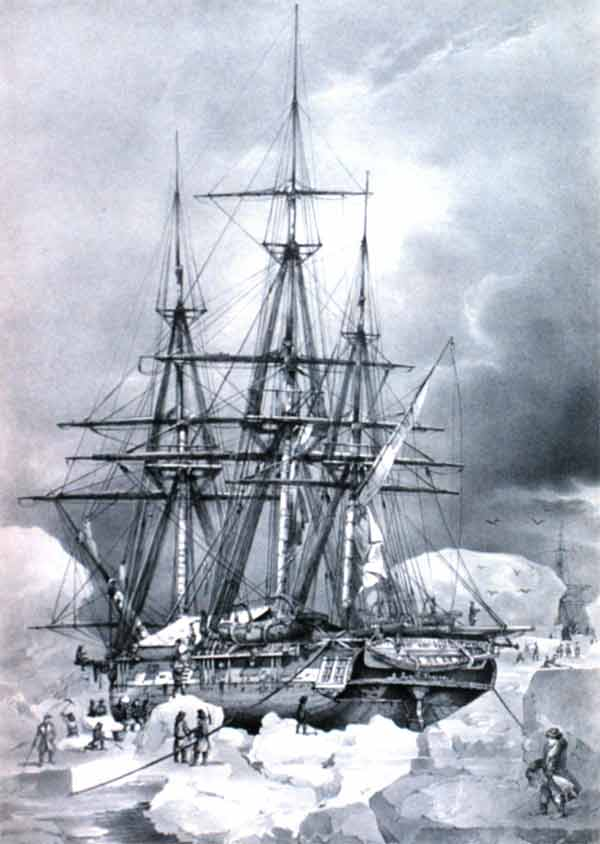
Expediția lui Dumont surprinsă de îngheț

## Expediția spre Polul Sud
Abia peste șapte ani este însărcinat de regele Ludovic-Filip al Franței să pornească o expediție cu două corăbii Astrolabe și Zelee, de a explora Polul Sud. Recordul era deținut de navigatorul James Weddell, care a atins latitudinea sudică de 75 grade. La data de 7 septembrie 1837 pornește Dumont spre Polul Sud, expediția decurge destul de rău din cauza timpului rău, scorbutului și dotării insuficiente a echipajului. Expediția lui Dumont nu depășește latitudinea de 63 de grade, unde rămâne prins de îngheț. În vara anului 1838 se reîntoarce, trece pe lângă Insulele Solomon și acostează pe coasta de nord a Noii Guinee, unde și azi golful unde a ancorat, se numește Golful Astrolabe. Anul următor pornește din nou spre Polul Sud și ajunge până la continentul Antarctida, unde Franța revendică dreptul asupra teritoriului numit Adelie, după soția lui Dumont (Zona Antarctică Franceză).

## Opere
- Voyage de la corvette ‹l'Astrolabe›, 1826–1829. 12 Bde. Text und 6 Abt. Atlas. Paris (1830–39)
- Notice sur les îles du Grand Ocean et sur l'origine des peuples qui les habitent. Bulletin de Société de Géographie de Paris.. 17/1, 1832, 1-21.
- Voyage au Pole Sud et dans l’Océanie, 1837–1840. 23 Bde. Text und 6 Abt. Atlas. Paris (1841–54)